# Oleksandr Moroz

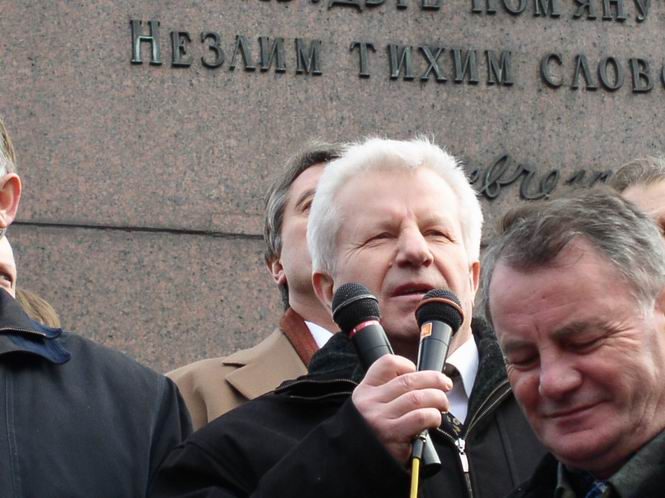
Moroz in 2003

Oleksandr Oleksandrovytsj Moroz (Oekraïens: Олександр Олександрович Мороз) (Boeda, oblast Kiev, 29 februari 1944) is een Oekraïens politicus. Hij was voorzitter van de Verchovna Rada in 2006 en 2007, een functie die hij in de jaren 1994-1998 ook al vervulde.

## Biografie
Oleksandr Moroz werd als boerenzoon geboren in het dorp Boeda in de oblast Kiev. Hij genoot een opleiding tot agrarisch ingenieur en bracht het in 1989 tot hoofd van het landbouw-departement van het Centraal Comité van de Communistische Partij van Oekraïne (KPOe). In 1990 werd hij lid van het Oekraïense parlement, de Verchovna Rada, waar hij aanvoerder werd van de parlementaire meerderheid (de zogenaamde Groep van 239). Na het verbod van de KPOe in 1991 werd Moroz leider van de nieuwe Socialistische Partij van Oekraïne (SPOe), die uit haar as verrees. Deze functie heeft hij sindsdien bekleed, ook na de gevoelige klap die de SPOe kreeg na de heroprichting van de KPOe in 1993.
Hij nam deel aan de presidentsverkiezingen van 1994, 1999 en 2004, waarin hij telkens de derde plaats verwierf, met respectievelijk 13,04%, 11,29% en 5,78% van de stemmen.
Moroz is steeds een verklaard tegenstander geweest van president Leonid Koetsjma, die aan het bewind was van 1994 tot 2004 en wiens economische hervormingen hij veel te radicaal vond. Ook huldigt hij de opvatting, dat de macht primair bij het parlement moet liggen, en niet bij de president. Zijn natuurlijke achterban bevindt zich vooral in Midden-Oekraïne, vooral onder kleine boeren en middenstanders. 
Paradoxaal genoeg maakte zijn houding jegens Koetsjma Moroz tot een natuurlijke bondgenoot van de centrumrechtse oppositie, verpersoonlijkt door Viktor Joesjtsjenko en Joelia Tymosjenko. In 2001 stichtte hij samen met hen het Forum voor nationale redding. Vanaf hetzelfde jaar is hij ook betrokken bij het Openbaar Comité ter Bescherming van de Grondwet "Oekraïne zonder Koetsjma". Hoewel Moroz in de eerste ronde van de presidentsverkiezingen van 2004 kandidaat was, steunde hij in de tweede ronde de kandidatuur van Joesjtsjenko. Samen met Joesjtsjenko is hij een van de voormannen van de Oranjerevolutie.
Op 26 maart 2006 deed hij mee aan de parlementsverkiezingen. Hij was lijsttrekker voor de SPOe, die met 5,69% van de stemmen in het parlement werd verkozen. Op 25 mei 2006 nam hij zitting in het parlement als fractievoorzitter van zijn partij. Tijdens een tumultueuze zitting van het in 2006 gekozen Oekraïense parlement op 6 juli 2006, werd hij gekozen tot parlementsvoorzitter. Hoewel zijn partij een belangrijke rol had gespeeld tijdens de Oranjerevolutie en zijn partij een overeenkomst had met het Blok Joelia Tymosjenko en de fractie "Ons Oekraïne" voor continuering van de "Oranje Coalitie", stelde hij zich tegen de afspraken in verkiesbaar voor het voorzitterschap. De tegenstanders van Oranje in het parlement, de Partij van de Regio’s en de Communistische Partij van Oekraïne hielpen hem aan de benodigde meerderheid. Dat was meteen het einde van een nieuwe "Oranje Coalitie".
Tijdens de eerstvolgende Oekraïense parlementsverkiezingen 2007 haalde de SPOe geen enkele zetel in het parlement.